# Perham (Minnesota)
Perham è una città degli Stati Uniti d'America, situata in Minnesota, nella Contea di Otter Tail.